# Okręg wyborczy nr 49 do Sejmu Rzeczypospolitej Polskiej (1993–2001)
Okręg wyborczy nr 49 do Sejmu Rzeczypospolitej Polskiej (1993–2001) obejmował województwo włocławskie. W ówczesnym kształcie został utworzony w 1993. Wybieranych było w nim 4 posłów w systemie proporcjonalnym.
Siedzibą okręgowej komisji wyborczej był Włocławek.

## Wyniki wyborów
| Podział 4 mandatów: SLD: 3 PSL: 1 |

| Podział 4 mandatów: SLD: 3 AWS: 1 |

## Reprezentanci okręgu
| Sejm | Rok  | Poseł KW                           | Poseł KW                           | Poseł KW                           | Poseł KW                           | Poseł KW                           | Poseł KW                           | Poseł KW                           | Poseł KW                           |
| ---- | ---- | ---------------------------------- | ---------------------------------- | ---------------------------------- | ---------------------------------- | ---------------------------------- | ---------------------------------- | ---------------------------------- | ---------------------------------- |
| II   | 1993 |                                    | K. Nowak SLD                       |                                    | S. Pawlak SLD                      |                                    | J. Szczepaniak PSL                 |                                    | M. Olewiński SLD                   |
| III  | 1997 |                                    | K. Nowak SLD                       | W. Skrzypek AWS                    | S. Pawlak SLD                      |                                    |                                    |                                    | M. Olewiński SLD                   |
| III  | 1998 | E. Szparaga SLD                    |                                    | W. Skrzypek AWS                    | S. Pawlak SLD                      |                                    |                                    |                                    | M. Olewiński SLD                   |
| IV   | 2001 | okręg zniesiony – patrz okręg nr 5 | okręg zniesiony – patrz okręg nr 5 | okręg zniesiony – patrz okręg nr 5 | okręg zniesiony – patrz okręg nr 5 | okręg zniesiony – patrz okręg nr 5 | okręg zniesiony – patrz okręg nr 5 | okręg zniesiony – patrz okręg nr 5 | okręg zniesiony – patrz okręg nr 5 |

### Wybory parlamentarne 1993
| Komitet wyborczy                                      | Komitet wyborczy                                     | Głosów | %     | Mandaty | Wybrani posłowie                                   |
| ----------------------------------------------------- | ---------------------------------------------------- | ------ | ----- | ------- | -------------------------------------------------- |
|                                                       | Sojusz Lewicy Demokratycznej                         | 49 032 | 32,53 | 3       | Kazimierz Nowak, Stanisław Pawlak, Marek Olewiński |
|                                                       | Polskie Stronnictwo Ludowe                           | 29 950 | 19,87 | 1       | Jan Szczepaniak                                    |
|                                                       | Unia Pracy                                           | 9753   | 6,47  | –       |                                                    |
|                                                       | Porozumienie Centrum                                 | 8650   | 5,74  | –       |                                                    |
|                                                       | Unia Demokratyczna                                   | 8431   | 5,59  | –       |                                                    |
|                                                       | Partia X                                             | 6012   | 3,99  | –       |                                                    |
|                                                       | Konfederacja Polski Niepodległej                     | 5269   | 3,50  | –       |                                                    |
|                                                       | Bezpartyjny Blok Wspierania Reform                   | 5260   | 3,49  | –       |                                                    |
|                                                       | Samoobrona – Leppera                                 | 5117   | 3,39  | –       |                                                    |
|                                                       | Katolicki Komitet Wyborczy „Ojczyzna”                | 5072   | 3,36  | –       |                                                    |
|                                                       | Niezależny Samorządny Związek Zawodowy „Solidarność” | 5021   | 3,33  | –       |                                                    |
|                                                       | Kongres Liberalno-Demokratyczny                      | 3993   | 2,65  | –       |                                                    |
|                                                       | Polskie Stronnictwo Ludowe – Porozumienie Ludowe     | 3742   | 2,48  | –       |                                                    |
|                                                       | Unia Polityki Realnej                                | 2518   | 1,67  | –       |                                                    |
|                                                       | Koalicja dla Rzeczypospolitej                        | 2412   | 1,60  | –       |                                                    |
|                                                       | NOT Stowarzyszenia Techniczne                        | 510    | 0,34  | –       |                                                    |
| Frekwencja: 50,59% Źródło: Państwowa Komisja Wyborcza |                                                      |        |       |         |                                                    |

Poniższa tabela przedstawia podział mandatów dla komitetów wyborczych na podstawie uzyskanych głosów, a następnie obliczonych ilorazów wyborczych na podstawie metody D’Hondta.
| Podział mandatów dla komitetów wyborczych na podstawie metody D’Hondta | Podział mandatów dla komitetów wyborczych na podstawie metody D’Hondta | Podział mandatów dla komitetów wyborczych na podstawie metody D’Hondta | Podział mandatów dla komitetów wyborczych na podstawie metody D’Hondta | Podział mandatów dla komitetów wyborczych na podstawie metody D’Hondta | Podział mandatów dla komitetów wyborczych na podstawie metody D’Hondta | Podział mandatów dla komitetów wyborczych na podstawie metody D’Hondta | Podział mandatów dla komitetów wyborczych na podstawie metody D’Hondta | Podział mandatów dla komitetów wyborczych na podstawie metody D’Hondta |
| Komitet wyborczy                                                       | Komitet wyborczy                                                       | Liczba głosów                                                          | Iloraz wyborczy                                                        | Iloraz wyborczy                                                        | Iloraz wyborczy                                                        | Iloraz wyborczy                                                        | Mandaty                                                                | TP                                                                     |
| Komitet wyborczy                                                       | Komitet wyborczy                                                       | Liczba głosów                                                          | /1                                                                     | /2                                                                     | /3                                                                     | /4                                                                     | Mandaty                                                                | TP                                                                     |
| ---------------------------------------------------------------------- | ---------------------------------------------------------------------- | ---------------------------------------------------------------------- | ---------------------------------------------------------------------- | ---------------------------------------------------------------------- | ---------------------------------------------------------------------- | ---------------------------------------------------------------------- | ---------------------------------------------------------------------- | ---------------------------------------------------------------------- |
|                                                                        | Sojusz Lewicy Demokratycznej                                           | 49 032                                                                 | 49 032                                                                 | 24 516                                                                 | 16 344                                                                 | 12 258                                                                 | 3                                                                      | 1,82                                                                   |
|                                                                        | Polskie Stronnictwo Ludowe                                             | 29 950                                                                 | 29 950                                                                 | 14 975                                                                 | 9983                                                                   | 7488                                                                   | 1                                                                      | 1,11                                                                   |
|                                                                        | Unia Pracy                                                             | 9753                                                                   | 9753                                                                   | 4877                                                                   | 3251                                                                   | 2438                                                                   | 0                                                                      | 0,36                                                                   |
|                                                                        | Unia Demokratyczna                                                     | 8431                                                                   | 8431                                                                   | 4216                                                                   | 2810                                                                   | 2108                                                                   | 0                                                                      | 0,31                                                                   |
|                                                                        | Konfederacja Polski Niepodległej                                       | 5269                                                                   | 5269                                                                   | 2635                                                                   | 1756                                                                   | 1317                                                                   | 0                                                                      | 0,20                                                                   |
|                                                                        | Bezpartyjny Blok Wspierania Reform                                     | 5260                                                                   | 5260                                                                   | 2630                                                                   | 1753                                                                   | 1315                                                                   | 0                                                                      | 0,20                                                                   |
| Ogółem                                                                 | Ogółem                                                                 | 107 695                                                                | —                                                                      | —                                                                      | —                                                                      | —                                                                      | 4                                                                      | 4                                                                      |

### Wybory parlamentarne 1997
| Komitet wyborczy                                      | Komitet wyborczy                          | Głosów | %     | Mandaty | Wybrani posłowie                                                      |
| ----------------------------------------------------- | ----------------------------------------- | ------ | ----- | ------- | --------------------------------------------------------------------- |
|                                                       | Sojusz Lewicy Demokratycznej              | 47 351 | 38,35 | 3       | Marek Olewiński, Kazimierz Nowak, Stanisław Pawlak, Elżbieta Szparaga |
|                                                       | Akcja Wyborcza Solidarność                | 31 069 | 25,16 | 1       | Władysław Skrzypek                                                    |
|                                                       | Polskie Stronnictwo Ludowe                | 13 379 | 10,83 | –       |                                                                       |
|                                                       | Unia Wolności                             | 9163   | 7,42  | –       |                                                                       |
|                                                       | Unia Pracy                                | 7640   | 6,19  | –       |                                                                       |
|                                                       | Ruch Odbudowy Polski                      | 7243   | 5,87  | –       |                                                                       |
|                                                       | Krajowa Partia Emerytów i Rencistów       | 3257   | 2,64  | –       |                                                                       |
|                                                       | Krajowe Porozumienie Emerytów i Rencistów | 2049   | 1,70  | –       |                                                                       |
|                                                       | Unia Prawicy Rzeczypospolitej             | 1742   | 1,41  | –       |                                                                       |
|                                                       | Blok dla Polski                           | 591    | 0,48  | –       |                                                                       |
| Frekwencja: 40,41% Źródło: Państwowa Komisja Wyborcza |                                           |        |       |         |                                                                       |

Poniższa tabela przedstawia podział mandatów dla komitetów wyborczych na podstawie uzyskanych głosów, a następnie obliczonych ilorazów wyborczych na podstawie metody D’Hondta.
| Podział mandatów dla komitetów wyborczych na podstawie metody D’Hondta | Podział mandatów dla komitetów wyborczych na podstawie metody D’Hondta | Podział mandatów dla komitetów wyborczych na podstawie metody D’Hondta | Podział mandatów dla komitetów wyborczych na podstawie metody D’Hondta | Podział mandatów dla komitetów wyborczych na podstawie metody D’Hondta | Podział mandatów dla komitetów wyborczych na podstawie metody D’Hondta | Podział mandatów dla komitetów wyborczych na podstawie metody D’Hondta | Podział mandatów dla komitetów wyborczych na podstawie metody D’Hondta | Podział mandatów dla komitetów wyborczych na podstawie metody D’Hondta |
| Komitet wyborczy                                                       | Komitet wyborczy                                                       | Liczba głosów                                                          | Iloraz wyborczy                                                        | Iloraz wyborczy                                                        | Iloraz wyborczy                                                        | Iloraz wyborczy                                                        | Mandaty                                                                | TP                                                                     |
| Komitet wyborczy                                                       | Komitet wyborczy                                                       | Liczba głosów                                                          | /1                                                                     | /2                                                                     | /3                                                                     | /4                                                                     | Mandaty                                                                | TP                                                                     |
| ---------------------------------------------------------------------- | ---------------------------------------------------------------------- | ---------------------------------------------------------------------- | ---------------------------------------------------------------------- | ---------------------------------------------------------------------- | ---------------------------------------------------------------------- | ---------------------------------------------------------------------- | ---------------------------------------------------------------------- | ---------------------------------------------------------------------- |
|                                                                        | Sojusz Lewicy Demokratycznej                                           | 47 351                                                                 | 47 351                                                                 | 23 676                                                                 | 15 784                                                                 | 11 838                                                                 | 3                                                                      | 1,75                                                                   |
|                                                                        | Akcja Wyborcza Solidarność                                             | 31 069                                                                 | 31 069                                                                 | 15 535                                                                 | 10 356                                                                 | 7767                                                                   | 1                                                                      | 1,15                                                                   |
|                                                                        | Polskie Stronnictwo Ludowe                                             | 13379                                                                  | 13 379                                                                 | 6690                                                                   | 4460                                                                   | 3345                                                                   | 0                                                                      | 0,49                                                                   |
|                                                                        | Unia Wolności                                                          | 9163                                                                   | 9163                                                                   | 4582                                                                   | 3054                                                                   | 2291                                                                   | 0                                                                      | 0,34                                                                   |
|                                                                        | Ruch Odbudowy Polski                                                   | 7243                                                                   | 7243                                                                   | 3622                                                                   | 2414                                                                   | 1811                                                                   | 0                                                                      | 0,27                                                                   |
| Ogółem                                                                 | Ogółem                                                                 | 108 205                                                                | —                                                                      | —                                                                      | —                                                                      | —                                                                      | 4                                                                      | 4                                                                      |